# Parafia Chrystusa Króla w Witnicy
Parafia pw. Chrystusa Króla w Witnicy – parafia rzymskokatolicka z siedzibą w Witnicy, należąca do dekanatu Mieszkowice, archidiecezji szczecińsko-kamieńskiej, metropolii szczecińsko-kamieńskiej. W parafii posługują księża diecezjalni. Według stanu na wrzesień 2018 proboszczem parafii był ks. Piotr Subocz. 
Kościołem parafialnym jest kościół pw. Chrystusa Króla, do dyspozycji parafianie mają jeszcze trzy kościoły filialne:
- Kościół św. Andrzeja Apostoła w Białęgach[1]
- Kościół św. Józefa w Bielinie[1]
- Kościół św. Jana Chrzciciela w Goszkowie[1]